# Titia Ryo
Titia Ryo, née le 7 janvier 2005 à Quimper est une coureuse cycliste professionnelle française courant principalement sur route.

## Biographie
Titia Ryo grandit à Fouesnant dans le Finistère. Elle prend sa première licence de cyclisme à l'âge de 13 ans à Concarneau.
Elle réalise ses saisons junior avec la formation Breizh Lady, l'équipe du comité de Bretagne. Lors de sa première saison, en 2022, elle remporte le titre de championne de France junior,.
Elle signe son premier contrat professionnel pour la saison 2024 avec l'équipe continentale française Arkéa-B&B Hotels. Pour sa première saison professionnelle, elle participe notamment au Tour du Portugal où elle termine 2e au général, et remporte le classement de la meilleure jeune, après avoir décroché la 2e place lors de la 4e étape.
En 2025, l'UCI créé une nouvelle catégorie d'équipes de 2e division internationale, entre les équipes World Team et les équipes continentales. Arkéa-B&B Hotels fait partie des 7 premières formations de cette nouvelle catégorie appelée UCI Women's ProTeam.
Titia Ryo commence sa saison en Espagne, sur le Trofeo Palma Femina, où elle termine à la 14e place et gagne le classement de la meilleure jeune.

## Palmarès sur route

### Par années
- 2022
  -  Championne de France juniors
  -  Champion de France du relais mixte juniors
- 2023
  - 2e du Chrono des Nations juniors
  - 4e du championnat d'Europe sur route juniors
  - 6e des championnats du monde sur route juniors
- 2024
  - 2e du Tour du Portugal féminin

### Résultats sur les grands tours

#### Tour de France
1 participation : 
- 2025 : 26e

#### Tour d'Espagne
1 participation : 
- 2025 : 38e

### Classements mondiaux
| Année                                 | 2024 |
| ------------------------------------- | ---- |
| Classement UCI                        | 369e |
|                                       |      |
| Légende : nc = non classéSource : UCI |      |